# Trò chơi năm 1971
Trang này liệt kê các board game, trò chơi thẻ bài, wargame, và trò chơi mô hình thu nhỏ xuất bản năm 1971.  Đối với trò chơi điện tử và game console, xem Trò chơi điện tử năm 1971.

## Trò chơi phát hành hoặc phát minh năm 1971
- Alexander the Great
- Caesar at Alesia
- Chainmail[1]
- Crossfire
- Dunkirk: The Battle of France
- Grunt: The Game of Tactical Level Combat in Vietnam
- Hardtack
- Landslide
- Mastermind
- Origins of World War II
- Stay Alive
- Uno